# Международный договор о торговле оружием
Международный договор о торговле оружием (МДТО, англ. Arms Trade Treaty, ATT, в официальном русском переводе Договор о торговле оружием) — многосторонний международный договор, регулирующий международную торговлю оружием, оборот которого ограничен в соответствие со специальной конвенцией; договор призван предотвратить незаконный оборот вооружений в мире (по некоторым оценкам объём от международной торговли оружием достигает 70 миллиардов долларов в год).
Документ устанавливает новые стандарты для экспорта обычных вооружений, в том числе, запрещается экспорт обычных вооружений в нарушение эмбарго и санкций, а также вооружений, которые использовались бы при совершении геноцида, преступлений против человечности, военных преступлений и терактов.

## История подписания

Результаты голосования на Генассамблее ООН по тексту договора 2 апреля 2013 года
проект договора поддержан (154 страны)
воздержались (23 страны)
против — Иран, КНДР и Сирия
отсутствие при голосовании
государства - не члены ООН

В мае 1997 года группа лауреатов Нобелевской премии, в которую вошли президент Коста-Рики Оскар Ариас, Далай-лама, Лех Валенса, впервые выступила с инициативой принятия глобального Договора о торговле оружием. Нобелевцы выразили своё беспокойство по поводу разрушительного эффекта нерегулируемой торговли оружием и предложили принять «Международный кодекс поведения при передачах вооружений». Хотя в конце XX века эта инициатива не смогла собрать нужной поддержки, кодекс содержал многое из того, за что в апреле 2013 года проголосовала Генассамблея ООН: соблюдение международных норм о правах человека и гуманитарного права; обязательное участие в Регистре обычных вооружений ООН; обязательства по укреплению регионального мира, безопасности и стабильности.
Своё второе рождение нобелевская инициатива пережила в марте 2005 года, с подачи тогдашнего министра иностранных дел Великобритании Джека Стро. С британским участием процесс обсуждения инициативы в её новой редакции пошел энергичнее. 30 октября 2009 года 1-й комитет Генеральной Ассамблеи ООН 153 голосами проголосовал в пользу Международного договора о торговле оружием. Именно этим решением четырехнедельная конференция ООН, призванная выработать проект договора «о трансфертах обычных вооружений по максимально возможным международным стандартам», была намечена на 2012 год, а до этой даты в рамках ООН было решено провести подготовительные встречи в 2010 и 2011 годах.  

В 2009 году Группа правительственных экспертов (ГПЭ) по вопросам МДТО, в которую входил и представитель России, составила банк предложений, которые, хотя нередко противоречили друг другу, могли составить основу для формирования документа. После завершения работы ГПЭ сторонники МДТО пролоббировали в ООН создание группы экспертов открытого состава, в работе которой могли принять участие уже все желающие государства. Эта группа заново выполнила работу, проделанную ранее ГПЭ, при этом не опираясь на предыдущие предложения. Появился новый обширный документ, который стал сборником еще более противоречивых предложений.  

В 2010 и 2011 годах состоялись четыре сессии Подготовительного комитета конференции по МДТО, в ходе которых участники дискутировали по поводу содержания и формулировок договора. В результате председатель конференции по МДТО посол Роберто Гарсиа Моритан распространил проект, текст которого был принят за отправную точку на июльской конференции ООН 2012 года. Итоговый документ был признан слабым, и представитель США настоял, что его следовало доработать. Россия и Китай присоединились к этому мнению.
В декабре 2012 года Генеральная Ассамблея ООН 133 голосами при 17 воздержавшихся проголосовала за возобновление обсуждения международного договора о торговле оружием в период с 18 по 28 марта 2013 года. 

Конференция ООН по МДТО в марте 2013 года развивалась по законам приключенческого жанра. Новый председатель конференции Питер Уолкотт твердой рукой вел дискуссию к компромиссу по тексту документа, который смогли бы поддержать почти все. Сложные сюжетные линии были оборваны финальным голосованием: в 10 часов вечера заключительного дня конференции Иран, КНДР и Сирия высказались против договора и этим расстроили почти сложившийся консенсус. Но на деле это уже не представляло серьезной преграды: ведь всего через неделю, 3 апреля, Генеральная Ассамблея ООН, где решения принимаются не консенсусом, а большинством в две трети, со значительным запасом преодолела необходимый порог голосов: 154 «за», те же 3 — «против» и 23 — «воздержались».
Текст договора был утверждён большинством голосов на Генассамблее ООН 2 апреля 2013 года; проект поддержали 154 из 193 государств-членов ООН. Против принятия документа высказались три страны — Иран, КНДР и Сирия, ещё 23 делегации воздержались. Среди воздержавшихся стран — Китай и Россия; как заявил постоянный представитель России при ООН Виталий Чуркин, в договоре «недостаточно четко изложены гуманитарные критерии оценки рисков, которые могут быть неоднозначно истолкованы и использованы отдельными странами в политических целях или интересах конкурентной борьбы»..
Этот документ будет открыт для подписания 3 июля и вступит в силу при условии, что его ратифицируют 50 государств — членов ООН.
На марть 2022 года договор подписали 130 государств и 111 — ратифицировали.
26 апреля 2019 года Президент США Дональд Трамп объявил о выходе из Договора.; в Белом доме пояснили, что решение нацелено на защиту суверенитета США: «Под моим управлением моей администрации мы никому не отдадим суверенитет Америки. Мы никогда не позволим иностранным бюрократам топтаться на Второй поправке», — заявил Трамп.

## Содержание договора
Среди принципов МДТО первым упоминается «неотъемлемое право всех государств на индивидуальную или коллективную самооборону, признанное в статье 51 Устава Организации Объединенных Наций». Из Устава ООН в договор перекочевали принцип отказа от применения силы против территориальной неприкосновенности и принцип невмешательства во внутренние дела любого государства. В тексте отмечается, что объект договора состоит в том, чтобы: 1) установить как можно более высокие общие международные стандарты для регулирования или совершенствования регулирования международной торговли обычными вооружениями; 2) предотвращать и искоренять незаконную торговлю обычными вооружениями и предотвращать их перенаправление. Несмотря на то что необходимость предотвращения и искоренения незаконной торговли упоминается и в преамбуле, в реальности этими упоминаниями все и ограничивается. Дальнейший текст договора фокусирует внимание на регулировании легальной торговли. Сфера применения договора вполне ожидаемо включила следующие категории обычных вооружений: боевые танки, боевые бронированные машины, артиллерийские системы большого калибра, боевые самолеты, боевые вертолеты, военные корабли, ракеты и ракетные пусковые установки, стрелковое оружие и легкие вооружения. В договоре отмечается, что он регулирует следующие виды деятельности в сфере международной торговли: экспорт, импорт, транзит, перевалку и брокерскую деятельность. Несмотря на требование российской делегации и международных неправительственных организаций, в текст не вошел реэкспорт вооружений. Вместо реэкспорта в договоре имеется статья 11 «Перенаправление», которая требует от экспортирующих государств: жестко предотвращать перенаправление вооружений вплоть до проверки сторон, участвующих в экспорте; представлять дополнительную документацию; отказывать в выдаче разрешения на экспорт. Статьи 3 и 4 обязывают каждое государство-участника создать и использовать национальную систему контроля за передачами вооружений. Под нажимом общественности в текст договора попали, но были исключены из перечня обязательной отчетности боеприпасы, а также части и компоненты вооружений. По договору каждое государство, присоединившееся к МДТО, будет обязано создать и использовать такую систему, включая национальный контрольный список, который должен быть не меньше, чем тот, что указан в договоре. Участники должны направлять свои контрольные списки в секретариат МДТО, который будет предоставлять их в распоряжение других государств-участников. Для обмена информацией каждая страна обязана создать контактный центр. Договор устанавливает прямые запреты на передачу вооружений в случае, если такая передача станет нарушением мер, принятых Совбезом ООН; нарушением международных обязательств государства по международным соглашениям; или если эти вооружения или средства могут быть использованы для совершения актов геноцида, преступлений против человечности, серьезных нарушений Женевских конвенций 1949 года, нападений на гражданские объекты или гражданских лиц, которые пользуются защитой, или других военных преступлений. Согласно статье 7 «Экспорт и оценка экспорта» экспортер при принятии решения о поставке оружия должен учесть вероятность того, что обычные вооружения или средства: будут способствовать миру или безопасности или нанесут им ущерб; могут быть использованы для серьезного нарушения международного гуманитарного права или прав человека; для совершения совершению актов терроризма или содействия транснациональной организованной преступности; серьезных актов насилия в отношении женщин и детей.

## Критика
Вопреки ожиданиям мировой общественности и планам Джека Стро, МДТО не обладает инструментами реального контроля и тем более механизмом наказания нарушителей. Самое строгое на этот счет положение договора гласит: «Государства-участники предоставляют друг другу, по взаимному согласию и в соответствии с их национальными законами, самую широкую помощь в проведении расследований, судебного преследования и судопроизводства в связи с нарушениями национальных мер, принятых в соответствии с настоящим Договором». Наиболее серьезным предусмотренным в тексте инструментом разрешения конфликтов является арбитраж, проводимый «по взаимному согласию». Все функции оценки рисков и определения целесообразности продажи оружия остаются у национальных властей.
Возможно, более серьезные меры контроля могут появиться в ходе конференций, первая из которых, согласно договору, будет проведена не позднее чем через год после вступления договора в силу. Ведь в договоре предусмотрен достаточно эффективный инструмент для проведения поправок. Статья 20 гласит: «Если исчерпаны все усилия по обеспечению консенсуса, а никакого согласия не достигнуто, то поправка — как крайний случай — принимается тремя четвертями голосов государств-участников, которые присутствуют и голосуют на этом заседании Конференции государств-участников».